# Socha svatého Václava (Humburky)
Socha svatého Václava se nalézá u vjezdu do areálu bývalého zámku (dnes domova důchodců) v obci Humburky v okrese Hradec Králové. Barokní pískovcová socha od neznámého sochaře pochází z roku 1748. Tato socha je chráněna jako kulturní památka ČR. Národní památkový ústav tuto sochu uvádí v katalogu památek pod rejstříkovým číslem ÚSKP 101856.

## Historie
Barokní sochu pořídil v roce 1748 tehdejší majitel panství František Michal z Martinic. Socha původně stávala před domem čp. 8, ale po poražení vichřicí byla v roce 1870 přemístěna na současné místo u vjezdu do zámku.

## Popis
Socha představuje stojícího světce s pokrčenou levou nohou, v tradičním knížecím oděvu s korunou na hlavě se svatozáří, který se svojí pravou rukou opírá o štít s reliéfem orlice a levou drží žerď s praporcem. 
Na hranolovém podstavci stojí sokl ve tvaru širokého prohnutého obdélníku s připojenými mělkými křídly. Sokl je zakončen profilovanou římsou uprostřed lehce konvex-konkávně prohnutou, je výrazně konkávně prohnutý a na bocích ozdoben stojatými volutami. 
Na čelní straně soklu pod římsou je reliéfní alianční znak někdejšího majitele panství Josefa Bertolda Ssnovce z Vlkanova, pod nímž jsou v mělkém rámci nápisy: Nově postaven r. 1748 / Přestaven a obnoven 1879. Na silně vyduté hladké zadní straně je nahoře nápis: přemístěno a restaurováno L.P.2004 obec Humburky. Dole nad soklem je nápis: Nákladem Ferdinand Anna Richter. 